# Tahrir 2011
 Tahrir 2011 cuyo nombre completo –en inglés- es Tahrir 2011: The Good, the Bad, and the Politician es una película documental de Egipto filmada en colores dirigida por Ayten Amin, Tamer Ezzat y Amr Salama sobre el guion de Haitham Dabbour que se estrenó en España en 2012 y se refiere a los sucesos ocurridos en Egipto que desembocaron en la Revolución egipcia de 2011.

## Producción
La producción del filme fue una carrera contra el tiempo que se inicia con el Día de la Furia del 25 de enero de 2011, y los 18 días de luchas callejeras que condujeron a la renuncia forzada del 11 de febrero y logra completarlo a tiempo para su estreno mundial a comienzos de septiembre del mismo año en el Festival de Cine de Venecia.

## Los hechos relatados
La plaza de la Liberación o plaza Tahrir Revolución egipcia de 2011 fueron una serie de manifestaciones callejeras que comenzaron el martes 25 de enero de 2011 (el llamado Día de la Ira, en árabe: يوم الغضب, en AFI: ˈjoːm elˈɣɑdɑb) y que se difundieron por todo Egipto, llevada a cabo por diversos grupos sociales e inspirada principalmente en la Revolución tunecina.
Las manifestaciones y revueltas se originaron como una protesta por el exceso de brutalidad policial, las leyes de emergencia del Estado, las altas tasas de desempleo, el deseo de aumentar el salario mínimo, la carencia de viviendas y alimentos, la inflación, la corrupción, la falta de libertad de opinión, las pobres condiciones de vida, El día martes 25 de enero de 2011 –conocido como Día de la Ira– tuvieron lugar protestas en varias ciudades: El Cairo, Alejandría, Suez e Ismailia. Se informó que en El Cairo murió un policía y en Suez dos manifestantes. En El Cairo, la policía lanzó gases lacrimógenos y utilizó cañones de agua contra los manifestantes, quienes a su vez lanzaron piedras a la policía, que finalmente, los obligó a retirarse. La red social Twitter fue cerrada por el gobierno. El presidente Hosni Mubarak culpó a los Hermanos Musulmanes de estar detrás de las revueltas.

## Sinopsis
La película contiene tres secciones, cada una con su director:  los 18 días de las manifestaciones de la Plaza Tahir desde el 25 de enero de 2011 hasta la caída del presidente Mubarak, (El bien –The Good-) dirigida por Tamer Ezzat, incluye el testimonio de activistas participantes, médicos que atendieron lesionados, artistas, músicos. La segunda parte (El mal –The Bad), dirigida por Ayten Amin da la palabra quienes en la primera parte fueron criticados y acusados de criminales brutales, la policía y los servicios secretos del estado. Para ello, además de incluir fotografías y filmaciones de archivo, entrevistó a un oficial de la Central de Segudidad, a un exoficial del Servicio Secreto y a un oficial de policía, preguntándoles acerca de la colisión entre su trabajo y sus creencias, y sobre la forma de represión en la Plaza y el trato a los presos. En la última sección, dirigida por Amr Salama (Los políticos –The Politician-) presenta a figuras públicas como El Baradei, Alaa El Aswany, Bilal Fadl y Yosri Fouda, entre otros y analiza desde varios ángulos algunas características de Mubarak, tales como la compulsión de luchar contra el envejecimiento, la preparación de su hijo para sucederlo, entre otras.

## Premio
En el Festival Internacional de Cine de Venecia 2011 la película fue galardonada con el Premio CICT-IFTC del Consejo Italiano Internacional del cine, televisión y la comunicación audiovisual.

## Críticas
Yasmin Shehab opinó:

”Tahrir 2011 no agrega información nueva, pero es un interesante documental que funciona tanto como una celebración como un recordatorio del precio que pagamos y hasta dónde tenemos que llegar.”

Jerry Whyte escribió:

”…desafortunadamente proporciona poco respecto del contexto histórico y del análisis político y casi nada aprendemos sobre la combinación de fierzas que se opuso al régimen…En The Good y en The Bad, ofrece en compensación por esa falta de profundidad una magnífica filmación espontánea y al instante y podemos, por tanto, excusar aquellas fallas dada la prisa con que se hizo la película. Es decepcionante la falta de contexto y análisis en The Politician, que busca mucho el humor y es un típico exponente de cómo los valores del entretenimiento han penetrado en el cine documental.”